# 寿屋 (スーパー)
株式会社寿屋（ことぶきや、登記上：株式会社壽屋、英称:Kotobukiya Co.,Ltd.）は、かつての九州地区最大手スーパーマーケットチェーンである。
2003年（平成15年）2月5日に株式会社カリーノへ商号変更した。

## 沿革

### 創業からチェーン展開・上場へ
1947年（昭和22年）10月に大分県佐伯市で寿崎スエ子が個人経営の化粧品と小間物の小売店を創業したのが始まりである。
1957年（昭和32年）9月に初の支店を宮崎市に開店して宮崎県へ進出し、同年12月9日には資本金125万円で（初代）株式会社 寿屋として法人化した。
1961年（昭和36年）6月に、当社の総合スーパー1号店となる寿屋ストアを開業し、食料品や日用品の販売に進出した。
1968年（昭和43年）5月27日に熊本市下通に大型スーパーを開店して熊本県に進出。
1970年（昭和45年）2月にはニチイやS東美と3社が均等に出資して「九州ニチイ」を設立して提携したが、この提携は1974年（昭和49年）4月に出店調整を含めて解消された。
1971年（昭和46年）12月には本社を熊本県熊本市に移転し、同年にヤングファッション専門店「ぶーけ」1号店を鹿児島市に開店して鹿児島県に進出した。
1973年（昭和48年）10月に福岡証券取引所に上場した。
1974年（昭和49年）3月に寿屋友の会を設立し、同年4月には桜デパートと資本提携して傘下に入れた。
1976年（昭和51年）2月にコンピューターを導入し、同年8月24日にも大阪証券取引所第2部に上場した。
同年11月24日に本部事務所を熊本県熊本市本荘3-3-3に移転した。
同月に「寿屋マルタマ」を設立して福岡玉屋から系列のスーパー「マルタマ」の営業を継承し、1977年（昭和52年）8月10日には博商を買収して完全子会社化し、1978年（昭和53年）5月に「オオツカ」（福岡）と提携。1979年（昭和54年）6月に江島屋と共同出資の新会社「えじまや」を設立して同社の19店舗の営業を継承し、同年10月には「糸福」（福岡）と提携した。

### 関連事業の展開
1978年（昭和53年）3月に「グルッペ」の1号店を開業して外食事業に本格参入し、1979年（昭和54年）に「寿屋のクレジット」を設立して「寿カード」の発行を開始した。
1980年（昭和55年）7月に「（株）ぶーけ」を設立し。
1982年（昭和57年）3月には「ぶ一け」事業部29店を 同社に譲渡した。
その間の1981年（昭和56年）11月に九州地域スパー本部を設立して、同月末に1号店を開設してコンビニエンスストア事業に参入した。
1983年（昭和58年）6月に熊本市新市街に「寿里庵」1号店を開店して居酒屋事業に参入、同年9月にヨドバシカメラと提携して「エレデ博多寿屋」内に「カメラマン」を開店し、1986年（昭和61年）8月に「AVクラブ」近見店を開店してビデオレンタル事業に参入した。

### 業績悪化と創業家の退陣
九州地域を制覇を目指す戦略を取り、1975年（昭和50年）2月期の約406億円から1983年（昭和58年）2月期には約2457億円と売上高を8年間で6倍以上に成長させた。
エレデ博多寿屋の失敗などが影響し、1982年（昭和57年）2月期には、45店舗を新規出店をしたにもかかわらず、初の減益決算となった。
1985年（昭和60年）2月期中間決算で上場後初の赤字決算となり、不振店の閉店や新規出店計画の撤回など店舗政策の見直しに踏み切ることになった。
その一環として、閉店した旧・尾の上店を改装し、1986年（昭和61年）にキッド（KIDDS）尾の上店として新装開店し、ディスカウントストア業態の出店に乗り出した。
1991年（平成3年）6月にはグルッペ42店を「西洋フードシステムズ九州」へ譲渡した。
その後、1990年（平成2年）5月に事実上の創業者であった寿崎肇が代表取締役会長に退いて、西日本相互銀行が経営権を掌握。
1992年（平成4年）5月には寿崎肇が代表権を返上して取締役相談役となると同時に、西日本相互銀行から派遣された石井大一が社長に就任。
さらに1994年（平成6年）4月には寿崎肇の長男の寿崎藩が代表取締役専務を解任され、同年7月に当社グループから離れるなど、創業家は経営から退陣させられ、西日本相互銀行主導による経営へと移行していった。

### 再建の模索から民事再生法の適用申請へ
1998年（平成10年）11月に「えじまや」と「ハロー」を合併させ、1999年（平成11年）12月21日には桜デパートと遠矢商事・筑後寿屋の3社に解散を決議させるなど関連会社の統廃合を進めていった。
1999年（平成11年）4月に三井物産と業務提携し、2001年（平成13年）にはサンリブとの提携交渉不調を進めるなど他社の支援を仰いで経営再建を目指した。
しかし、2001年（平成13年）12月17日にサンリブとの交渉不調に終わって提携が撤回され、同月19日にグループ傘下12社とともに熊本地方裁判所に対し民事再生手続き開始を申立を行って経営破綻した。

### 全店営業休止から小売業からの撤退へ
民事再生法の適用申請後も営業を継続しながら再建を目指したものの商品の調達に行き詰まり、2002年（平成14年）2月1日に寿屋とくらし館の全店舗の営業休止に追い込まれた。
そして、同月8日付で全従業員を解雇して事実上事業停止となり、小売業としての再建を断念することになった。
同月26日に当社の約50店舗をイオングループが買収することで合意。
同年3月25日にイオンの100％出資子会社・マックスバリュ九州が買収した「くらし館」の営業を担うことになり、「くらし館」の店名のまま営業を再開させていった。
一方で、同月1日には当社の約10店舗を株式会社大和が買収することで合意するなど、地元九州の企業に合計約40店舗を譲渡することになった。
さらに、2002年（平成14年）5月に子会社・ハローの当社保有株（約51％）をイオングループが買収した。
その結果、当社は小売業から撤退して店舗や土地などの不動産管理業となり、2003年（平成15年）2月5日に株式会社カリーノへ商号変更した。
不動産会社となって以降についてはカリーノグループも参照。

## 年表
- 1947年（昭和22年）10月 - 大分県佐伯市で寿崎スエ子が個人経営の化粧品と小間物の小売店を創業[3]。
- 1957年（昭和32年）
  - 9月 - 初の支店を宮崎市に開店[11]。
  - 12月9日[2] - 資本金125万円で（初代）株式会社 寿屋法人化[1][3]。
- 1961年（昭和36年）6月 - 同社の総合スーパー1号店・寿屋ストアを開業し、食料品や日用品の販売に進出[3]。
- 1968年（昭和43年）5月27日 - 熊本市下通に大型スーパーを開店[12]。
- 1970年（昭和45年）2月 - ニチイやS東美と3社が均等に出資し、「九州ニチイ」を設立[13]。
- 1971年（昭和46年）
  - ヤングファッション専門店「ぶーけ」1号店を鹿児島市に開店[11]。
  - 12月 - 本社を熊本県熊本市に移転[3]。
- 1972年（昭和47年）
  - 2月21日 - 額面変更の為[2]、ニュー寿株式会社が（初代）株式会社 寿屋を吸収合併し、（2代目）株式会社 寿屋と商号変更[3]。
  - 10月 - （株）ことぶきベーカリーを設立[4]。
- 1973年（昭和48年）
  - 10月 - 福岡証券取引所に上場[3]。
- 1974年（昭和49年）
  - 3月 - 寿屋友の会を設立[14]。
  - 4月 - 桜デパートと資本提携[14]。
  - 4月[14] - ニチイとの提携を解消[15]。
- 1976年（昭和51年）
  - 2月 - コンピューターを導入[11]。
  - 8月24日 - 大阪証券取引所第2部に上場[2]。
  - 11月 - 「寿屋マルタマ」を設立し、福岡玉屋から系列のスーパー「マルタマ」の営業を継承[17]。
  - 11月24日 - 本部事務所を熊本県熊本市本荘3-3-3に移転[16]。
- 1977年（昭和52年）8月10日 - 博商を買収し、完全子会社化[18]。
- 1978年（昭和53年）3月 - グルッペの1号店を開業し、外食事業に本格参入[22]。
- 1979年（昭和54年）
  - 6月 - 江島屋と共同出資の新会社「えじまや」を設立し、同社の19店舗の営業を継承[20]。
  - - 「寿屋のクレジット」を設立し、「寿カード」の発行を開始[11]。
- 1980年（昭和55年）
  - 7月 - （株）ぶーけを設立[23]。
  - 8月 -  - 大阪証券取引所第1部に上場[45]。
- 1981年（昭和56年）
  - 3月 - かじやと共同出資で新会社を設立し、同社の10店舗の営業を継承[46]。
  - 11月 - 九州地域スパー本部を設立[24]。
- 1982年（昭和57年）
  - 3月 - ぶ一け事業部29店を[11] （株）ぶーけに[23]譲渡[11]。
  - 6月 - 大韓民国に連絡事務所を開設[11]。
- 1983年（昭和58年）6月 - 熊本市新市街に寿里庵1号店を開店し、居酒屋事業に参入[11]。
- 1986年（昭和61年）8月 - AVクラブ近見店を開店し、ビデオレンタル事業に参入[11]。
- 1987年（昭和62年）
  - 5月 - 博商から香椎店など9店の営業を譲受[11]。
  - 9月 - ママさん号フランチャイズ店1号店を開店[47]。
- 1989年（平成元年）
  - 5月10日 - ライフと提携し、クレジットカード・JuJu·VISAカードの発行を開始[48]。
  - 6月 - 東京六本木に商品本部東京事務所を開設[11]。
- 1991年（平成3年）6月 - グルッペの郊外型ファミリーレストラン42店を「西洋フードシステムズ九州」へ譲渡[31]。
- 1994年（平成6年）
  - 10月13日 - 株式会社コトブキヤ・コンビニエンスシステムズを設立[49]。
  - 11月 - エブリワン1号店・須屋店を熊本市に開店[49]。
- 1995年（平成7年）
  - 5月 - 「香港壽屋有限公司」を設立[50]。
  - 11月1日 - グループ名称を「LaLaLa（ラララ）グループ」へ変更[51]。
- 1998年（平成10年）
  - 7月[52] - ディー・アイ・フーズが弁当店「キッチン家族」[53]1号店を開店[52]。
  - 11月 - 「えじまや」と「ハロー」が合併[33]。
  - 11月20日 - カリーノ天文館を開店[54]。
- 1999年（平成11年）
  - 4月 - 三井物産と業務提携[35]。
  - 12月21日 - 桜デパートと遠矢商事、筑後寿屋の解散を決議[34]。
- 2000年（平成12年）11月 - 熊本県七城町の加工食品物流センター「ラララ・グループ中地区ドライセンター」が稼働開始[55]。
- 2001年（平成13年）
  - 6月 - コトブキヤコンビニエンスシステムズと九州コンビニエンスシステムズの全株式をココストアに譲渡[56]。
  - 7月31日 - 「寿屋衣料・生活福岡センター」と「寿屋衣料・生活八代センター」が稼働開始[55]。
  - 12月17日 - サンリブとの交渉不調に終わり、提携を撤回[36]。
  - 12月19日 - グループ傘下12社とともに熊本地方裁判所に対し民事再生手続き開始を申立て[37]。
- 2002年（平成14年）
  - 2月1日 - 寿屋・くらし館の全店を一時休業[39]。
  - 2月8日 - 全従業員を解雇[39]。
  - 2月26日 - 寿屋の約50店舗をイオングループが買収することで合意[40]。
  - 5月 - 子会社・ハローの当社保有株をイオングループが買収[44]。
- 2003年（平成15年）
  - 2月4日 - 退職金未払いの疑いで書類送検される[57]。
  - 2月5日 - 株式会社カリーノへ商号変更[10]。
  - 3月14日 - 「宮崎寿屋百貨店」を複合商業ビル「カリーノ宮崎」として営業を再開[58]。

不動産会社となって以降についてはカリーノグループも参照。（なお、同記事は、出典の明記されていない記述が多いため、ご注意ください。）

## かつて存在した店舗
- 寿屋 - 総合スーパー業態[59]。

- 寿屋百貨店 - 衣料品と雑貨を販売していたセルフサービス導入のスーパーマーケット[60]。

- 寿屋ストア - 当社の総合スーパー1号店[3]。

- アクシス（AXiS） - 百貨店と総合スーパーの中間の価格帯を狙った業態[61]等といった店舗ブランドを展開していた。
- くらし館 - 売場面積800m2から1,000m2の食品スーパー[62]。

- ぶーけ - ヤングファッション専門店[63]。

- Kコンビ - コンビニエンスストア[63]。

- デンキの寿屋 - 家電量販店[63]。

- グルッペ - ファミリーレストラン[63]。

- アーバンジュニア - ミセスファッション専門店[46]。

- エンゼル - 女性下着専門店[46]。

- 寿染 - 女性和装専門店[46]。

- AVクラブ - ビデオCDレンタル店[64]。

- キッド（KIDDS）[65] - 家電・インテリア・雑貨のディスカウントストア[64]。

### 福岡県

#### 福岡市

##### 博多区
- 寿屋月隈店（福岡市博多区東月隈3-18-16[66]、1976年（昭和51年）11月開店[67]）

延床面積4,345m2、売場面積約3,076m2 → 約3,130m2、駐車台数約140台 → 約250台。
売上高19億800万円（1978年（昭和53年）度）
- エレデ博多寿屋（福岡市博多区上呉服町10-10[71]、1982年（昭和57年）4月25日開店[72][73] - 1999年（平成11年）1月10日閉店[74]）

売場面積15,180m2
大丸跡に出店していた
- エレデ博多寿屋空港店（福岡市博多区、2001年（平成13年）4月25日開店[76] - 2002年(平成14年)1月31日閉店[要出典]）

- 博商雑餉隈店（福岡市博多区銀天町2-2[77]、1962年（昭和37年）12月14日開店[77] - ?閉店）

売場面積660m2
- デンキの寿屋吉塚店 → ナンバーワン吉塚店（福岡市博多区吉塚5-7-3[78]、1979年（昭和54年）2月開店[79]）

売場面積302m2
- ホームプラザ吉塚店（福岡市博多区吉塚5-7-3[68][80]、1979年（昭和54年）2月開店[80]）

売場面積996m2、駐車台数約15台。

##### 中央区
- in博多ぶーけ（福岡市中央区天神1-10-3天神東急プラザ2階[81]、1979年（昭和54年）4月開店[81]）

売場面積1,155m2

##### 東区
- 寿屋名島店（福岡市東区千早1-47-1[82]、1977年（昭和52年）9月開店[82]）

延床面積3,532m2、売場面積2,450m2（直営売場面積2,400m2）、駐車台数約45台。
売上高10億9500万円（1978年（昭和53年）度）
- 博商名島店（福岡市東区千早1-47-1[82]、1972年（昭和47年）12月開店[83]）

延床面積874m2、売場面積689m2（直営売場面積637m2）
- 博商香椎店[84] → 寿屋香椎店（香椎寿屋[75]）（福岡市東区香椎新浜町681-1-12[85]、1959年（昭和34年）7月1日開店[84]）

敷地面積約2,051m2、鉄筋コンクリート造地上3階建て、延べ床面積約3,786m2、店舗面積約3,276.76m2、駐車台数約55台。
博商から1987年（昭和62年）5月に営業を譲受。
博商1号店として開店した。
- ぶーけ香椎店（福岡市東区香椎駅前[88]、1981年（昭和56年）5月開店[88]）

売場面積80m2
- 寿里庵香椎駅前店（福岡市東区[89]、1984年（昭和59年）11月開店[89]）

店舗面積416m2
- 寿屋松崎店（松崎寿屋[75]）（福岡市東区舞松原2-12-10[90]、1981年（昭和56年）3月1日開店[90]）

敷地面積約2,051m2、鉄筋コンクリート造地上2階建て塔屋2階、延べ床面積約5,230m2、店舗面積約2,863m2（当社店舗面積約2,240m2）、駐車台数約60台。
- 博商松崎店（福岡市東区松崎578-135[91]、1971年（昭和46年）7月開店[83]）

売場面積590m2
- 博商和白店（福岡市東区下和白唐尾561-2-1[91]、1979年（昭和54年）7月開店[92] - ?閉店）

売場面積296m2
- ブキ和白（福岡市東区和白丘1-1-10[93]、1979年（昭和54年）7月開店[93]）

延床面積1,521m2、売場面積864m2

##### 西区
- 博商今宿店[83] → 寿屋今宿店（福岡市西区今宿字井の日12-1[94]、1976年（昭和51年）9月開店[83][94]）

延床面積1,125m2、売場面積798m2 → 802m2
- 寿屋十郎川店（福岡市西区大字下山門字石堂太890-1[68][95]、1979年（昭和54年）6月開店[88] - 1985年（昭和60年）閉店[29]）

延床面積2,620m2、売場面積1,722m2、駐車台数約20台
- 寿屋石丸店（福岡市西区石丸1-10-1[95]（旧・姪の浜町1072[68][96]）、1979年（昭和54年）9月開店[95][97]）

延床面積1,272m2、売場面積997m2、駐車台数約50台 → 約100台。
- ナンバーワン石丸店（福岡市西区姪の浜町1072[68]、1981年（昭和56年）6月開店[88]）

売場面積995m2
- Kコンビ飯倉店（福岡市西区飯倉245-13[81]、1978年（昭和53年）11月開店[81]）

売場面積416m2
- 寿屋姪の浜店[88] → Kコンビ姪の浜店[29]（福岡市西区姪浜町464-1[98]、1980年（昭和55年）11月開店[88] - 1985年（昭和60年）閉店[29]）

売場面積113m2 → 374m2
- ナンバーワン周船寺店（福岡市西区周船寺414-6[99]、1981年（昭和56年）3月開店[88]）

売場面積151m2
- 博商周船寺店（福岡市西区周船寺414-6[100]、1978年（昭和53年）7月開店[92] - 1989年（昭和39年）2月期閉店[5]）

- 博商下山門店（福岡市西区[83]、1976年（昭和51年）6月開店[83]）

売場面積965m2
- ナンバーワン下山門店（福岡市西区大字下山門字中の坪1009[68]）

売場面積987m2、駐車台数約1台。

##### 南区
- 寿屋老司店（福岡市南区老司2-10-11[101]（旧・大字老司岸の下118[102]）、1978年（昭和53年）5月開店[103][79]）

延床面積4,617m2、売場面積3,736m2（直営売場面積3,269m2）、駐車台数約180台。
売上高15億700万円（1978年（昭和53年）度）
- ホビーの老司店（福岡市南区老司204[80]、1978年（昭和53年）9月開店[80]）

売場面積597m2
- 寿屋大橋店（福岡市南区大橋4-25-25[71]、1977年（昭和52年）8月開店[80]）

売場面積1,523m2、駐車台数約70台。
売上高7億5200万円（1978年（昭和53年）度）
- 寿屋長住店（福岡市南区長住5-15-10[105][106]、1977年（昭和52年）6月開店[105]）

売場面積500m2
マルタマストアー長住店を1976年（昭和51年）11月に寿屋が設立した「寿屋マルタマ」に継承。
- デンキの寿屋長住店（福岡市南区長住5-15-10[107]、1977年（昭和52年）6月開店[103]）

売場面積500m2
- Kコンビ長住店（福岡市南区長住5-15-10[81]、1978年（昭和53年）11月開店[81]）

売場面積442m2
- 寿屋野間店（野間寿屋[108]）（福岡市南区野間4-17-16[109]、1976年（昭和56年）11月開店[109] - ?閉店）

延床面積2,097m2、売場面積1,264m2（直営売場面積1,264m2）
跡地には、マインズピア誠善社が野間自動車教習場の土地建物は賃借して斎場「メモリアルホール野間」を2004年（平成16年）5月15日に開店。
- Kコンビ野間店（福岡市南区野間4-17-1[111]（旧・野間本町137[81]）、1978年（昭和53年）11月開店[81] - 1984年（昭和59年）閉店[29]）

売場面積1,306m2
- Kコンビ若宮店（福岡市南区大字三宅1001-1[81]、1978年（昭和53年）9月開店[81]）

売場面積430m2
- 緑ヶ丘店（福岡市南区屋形原字ナガタ1115-20[80]、1978年（昭和53年）6月開店[80]）

売場面積463m2
- 博商和田店（福岡市南区和田4-2[101]、1978年（昭和53年）11月開店[101] - ?閉店）

延床面積1,139m2、売場面積811m2

##### 城南区
- 寿屋油山店（福岡市西区樋井川6-29-30[112][113]、1976年（昭和51年）7月開店[113][114]）

売場面積3,081m2、駐車台数約70台。
売上高17億5000万円（1978年（昭和53年）度）
- 寿屋長尾店（福岡市西区神松寺1-22-31[115]、1978年（昭和53年）3月開店[88]）

- 博商長尾店（福岡市西区片江1821-7[85]、1967年（昭和42年）3月開店[77]）

売場面積990m2
- デンキの寿屋長尾店（福岡市西区大字片江字神松寺1094-1[80]、1978年（昭和53年）3月開店[80]）

売場面積985m2
- Kコンビ長尾店（福岡市城南区長尾1-16-20湖畔コーポ[116]、1978年（昭和53年）11月開店[81]）

売場面積486m2。
- 寿屋堤店 → Kコンビ堤店（福岡市城南区堤204[116]、1978年（昭和53年）11月開店[81]）

売場面積659m2。
- 寿屋干隈店 → キッド干隈店（福岡市城南区干隈2-42-1[117]、1986年（昭和61年）12月開店[75]）

売場面積2,757m2）
- 博商金山店[118][84] → 寿屋金山店（福岡市金山団地50-2[118][84]、1968年（昭和43年）9月開店[84] - ?閉店）

売場面積595m2

##### 早良区
- Kコンビ飯倉店（福岡市早良区飯倉245-13[116]、1978年（昭和53年）11月開店[103]）

売場面積442m2。
- 博商唐木店（福岡市飯倉町唐木19-18[118]、1966年（昭和41年）3月開店[84] - ?閉店）

売場面積429m2
- Kコンビ室住店（福岡市早良区橋本16-1[116]（旧・西区橋本町天崎16-1[98]（現・早良区）、1978年（昭和53年）11月開店[81]））

売場面積639m2。
- 寿屋内野店 → Kコンビ内野店（福岡市早良区内野1250[116]（旧・大字内野字熊ノ山1861[81]）、1979年（昭和54年）10月開店[97]）

売場面積296m2 → 949m2。

#### 北九州市

##### 小倉北区
- 寿屋城野店（小倉北区重住3-1-10[112][68]、1975年（昭和50年）12月開店[103][119] - 1984年（昭和59年）10月20日閉店[29]）

売場面積2,932m2、駐車台数約100台。
売上高19億800万円（1978年（昭和53年）度）

##### 小倉南区
- 寿屋石田店（北九州市小倉南区ヤエス町5-15[71]、1977年（昭和52年）8月開店[103][119]）

売場面積約2,706m2 → 約2,826台、駐車台数約103台 → 約150台。
売上高16億8800万円（1978年（昭和53年）度）
- 寿屋曽根店（小倉南区曽根蔵の下2645-1[68]、1975年（昭和50年）5月開店[103][120]）

延床面積2.789m2、売場面積2,139m2（直営売場面積2,139m2）、駐車台数約30台。
売上高18億4389万円（1976年（昭和51年）2月期） → 22億9000万円（1978年（昭和53年）度）

##### 八幡区
- ぶーけ黒崎店（八幡区黒崎2-7-7[112]、1976年（昭和51年）5月開店[103][119]）

売場面積230m2
- ナンバーワン黒崎店（八幡区熊手1-1-6[78]、1980年（昭和55年）12月開店[124][124]）

売場面積492m2

#### 前原市
- 博商前原店[77] → 寿屋前原店（前原市[70]前原町1204-3[85][77]、1967年（昭和42年）7月開店[77] - 1989年（平成元年）2月期閉店[5]）

売場面積990m2
- 寿屋糸島店（糸島寿屋[75]）（前原市[75]、1987年（昭和62年）5月開店[75]）

売場面積3,260m2

#### 太宰府市
- 寿屋太宰府店（太宰府市月見山2715-1[68]、1980年（昭和55年）10月開店[75]）

鉄筋コンクリート造地下1階地上2階建て、延べ床面積約12,091m2、売場面積4,781m2、駐車台数約100台 → 約250台。。
泰和ビルに出店していた
- Kコンビ関屋店（太宰府市大字坂本98[127]（旧・筑紫郡太宰府町坂平98[68]）、1980年（昭和55年）4月開店[97]）

売場面積498m2。
- 博商五條店（太宰府市[83]、1976年（昭和51年）4月開店[83] - ?閉店）

売場面積660m2

#### 春日市
- 寿屋春日店（春日市宝町4-18[112][68]、1977年（昭和52年）1月開店[128] - 1989年（昭和39年）2月期閉店[5]）

売場面積約1,881m2 → 約1,935m2 → 約2,036m2、駐車台数約73台 → 約100台。
売上高13億5200万円（1978年（昭和53年）度）

##### 大野城市
- 寿屋下大利店（下大利寿屋[129]）（大野城市下大利2-19-226[130]、1987年（昭和62年）5月開店[129]）

延床面積1,980m2、売場面積1,704m2（直営売場面積1,488m2）
- Kコンビ下大利店（大野城市大字下大利80[81]、1978年（昭和53年）11月開店[81] - 1984年（昭和59年）閉店[29]）

売場面積609m2
- 博商下大利店（大野城市下大利2-19-22[127]、1976年（昭和51年）9月開店[131]）

売場面積1,704m2
- Kコンビ山田店（大野城市山田247-1[132]、1981年（昭和56年）5月開店[97]）

売場面積381m2。
- Kコンビ南ケ丘店（大野城市南ケ丘4-27[81]、1978年（昭和53年）11月開店[81]）

売場面積429m2。
- Kコンビ乙金店（大野城市大字乙金59-1[68]、1979年（昭和54年）8月開店[97]）

売場面積498m2、駐車台数約15台 → 約20台。

##### 筑紫野市
- 博商塔原店（筑紫野市塔原462[133]）

#### 田川
- 寿屋田川店（田川市上本町9-34[68][134]、1978年（昭和53年）4月開店[128]）

延床面積3,890m2、売場面積3,279m2、駐車台数約140台 → 約210台。。
売上高21億7600万円（1978年（昭和53年）度）
- 寿屋AXiS伊田店（田川市伊田町2980-22[135]、1991年（平成3年）3月21日開店[135]）

延床面積14,724m2、売場面積8,000m2（寿屋7,000m2
伊田郵便局向かい側の製菓工場跡地への出店。
AXiS業態の1号店として、開業時には、百貨店と総合スーパーの中間の価格帯を狙った店舗であった。その為、衣料品売り場は、高感度な層向けのヤングカジュアルなどの品揃えを充実させ、DCブランドやナショナルブランド主体の高級品・ファッション品を取り扱っていた。地下の食品売り場も、百貨店向けの商品を販売し、提案型の売り場とする形であった。これは、寿屋田川店から約3kmの場所に出店したことから、自社競合を避けて使い分けてもらうことを狙い、量販店向けの商品を思い切ってカットした品揃えとしたことも関係していた。
しかし、想定と異なり、開業早々から幅広い客層が来店し、従来の寿屋を求める客が多かったことから売上が伸び悩み、開業した年の末・1991年（平成3年）12月上旬に改装を行い、衣料品売り場も食品売り場も日常生活向けの商品を充実させる方向へ転換した。
- 寿屋糒店（田川市大字糒2308-1[138][139]、1982年（昭和57年）4月28日開店[138]）

敷地面積約4,954m2、鉄筋コンクリート造地上1階一部2階建て、延べ床面積約2,783m2、店舗面積約1,882m2（当社店舗面積約1,450m2）、駐車台数約140台。
「十八会綜合協同組合」の「トーワショッピングセンター」の核店舗として出店していた。
- 寿屋川崎店 → Kコンビ川崎店（田川郡川崎町大字川崎字鳥越1086-1[68]、1979年（昭和54年）12月開店[97]）

売場面積498m2、駐車台数約10台 → 約20台。
- ホームセンターナンバーワン田川店（田川市西本町1-1[140]、1980年（昭和55年）5月11日開店[141]）

敷地面積約1,650m2、延べ床面積約1,461m2、売場面積1,461m2、駐車台数約150台。

#### 直方
- 寿屋直方店（直方市大字頓野字焼本尊1830山本ビル[142]、1989年（平成元年）8月開店[143]）

売場面積1,778m2
直方駅東約3㎞の国道200号線バイパスと頓野ニュータウン近隣への出店。
- ぶーけ直方店（直方市古町9-23[80]、1978年（昭和53年）9月開店[80]）

売場面積203m2

#### 大牟田市
- 寿屋四ツ山店（大牟田市三川町5-82-1[112][102]、1975年（昭和50年）9月開店[103]）

売場面積2,581m2、駐車台数約25台。
売上高16億8800万円（1978年（昭和53年）度）
- ぶーけ大牟田店（大牟田市大正町1-18-1[105]、1975年（昭和50年）11月開店[103]）

売場面積265m2
- ぶーけCAMPUS2（大牟田市橋口町15[81]）
- ぶーけエレガンス（大牟田市橋口町15[81]）

- エンゼル一番街店（大牟田市新栄町[97]、1981年（昭和56年）4月開店[97]）

売場面積149m2。
- くらし館久福木店（大牟田市大字久福木[129]、1998年（平成10年）開店[129]）

売場面積999m2

#### 久留米市
- 寿屋田主丸店（浮羽郡田主丸町田主丸581-2[144]、1978年（昭和53年）5月開店[103]）

売場面積1,580m2
売上高8億4200万円（1978年（昭和53年）度）
- ナンバーワン久留米店（久留米市六門町7-1原口ビル[145]、1981年（昭和56年）1月開店[145]）

延床面積2,515m2、売場面積1,219m2
- ナンバーワン長門石店（久留米市長門石町340-1[68]）

売場面積498m2、駐車台数約30台。

#### 古賀
- 寿屋古賀店（古賀町大字古賀字後牟田1194-100[105][68]、1977年（昭和52年）4月23日開店[146] - 1989年（昭和39年）2月期閉店[5]）

売場面積2,214m2、駐車台数約200台。
売上高16億7700万円（1978年（昭和53年）度）
- 博商古賀店（古賀町古賀[147]、1972年（昭和47年）10月開店[131]）

売場面積2,122m2
ショッピングセンター東和に出店していた。
- ナンバーワン古賀店（古賀町古賀1196-7[148]）

#### 行橋市
- 寿屋行橋店（行橋寿屋[108]）（行橋市大字行橋字渡池496-3[68]、1975年（昭和50年）11月15日開店[149] - 1998年（平成10年）2月期閉店[150]）

売場面積4,689m2 → 5,640m2、駐車台数約120台。
売上高37億8400万円（1978年（昭和53年）度）
- ぶーけ行橋店（行橋市南本町540[81]、1979年（昭和54年）6月開店[81]）

売場面積218m2
- Kコンビ今井店（行橋市大字今井字守町1800-7-1[68]、1979年（昭和54年）12月開店[151]）

売場面積281m2、駐車台数約20台。

#### 八女市
- 寿屋八女店（八女市本村445[105][68]、1977年（昭和52年）7月21日開店[152]）

売場面積4,939m2、駐車台数約450台 → 約500台。。
売上高35億6200万円（1978年（昭和53年）度）
- ホームセンター八女店（八女市本村452-1[81]、1980年（昭和55年）4月開店[75]）

売場面積499m2）
- ナンバーワン八女店（八女市大字本村452-1[68]）

売場面積499m2。
- くらし館本町店（八女市大字本町[129]、1998年（平成10年）開店[129]）

売場面積946m2

#### 豊前市
- 寿屋豊前店（豊前市大字赤熊1359-1[68]、1980年（昭和55年）11月開店[128]）

売場面積約1,656m2、駐車台数約100台 → 約400台。
- キッド豊前店（豊前市赤熊1359[153]、1986年（昭和61年）4月開店[75]）

売場面積1,560m2

#### 筑後市
- ナンバーワン長浜店（筑後市大字長浜裏畑1387[68]）

売場面積498m2、駐車台数約30台。

#### 遠賀郡
- 寿屋海老津店（海老津寿屋[75]）（遠賀郡岡垣町海老津1305[154]、1976年（昭和51年）9月3日開店[154]）

敷地面積約7,760m2、鉄骨鉄筋コンクリート造地上9階建て塔屋2階、延べ床面積約6,970m2、店舗面積約3,775m2（直営店舗面積約2,371m2）、駐車台数約400台。

#### 柳川市・旧山門郡
- （初代）寿屋柳川店（柳川市[114]、1976年（昭和51年）12月開店[114]）

売場面積2,357m2。
売上高22億2600万円（1978年（昭和53年）度）
- （2代目）寿屋柳川店（山門郡三橋町大字藤吉513-1[68]、1982年（昭和57年）3月開店[155]）

売場面積約2,350m2 → 約7,826m2、駐車台数約90台 → 約500台。
- ナンバーワン瀬高駅前店（山門郡瀬高町下庄2211[156]）

#### 宗像
- 寿屋赤間店[104] → 寿屋宗像店（宗像市大字土穴193-1[80]、1978年（昭和53年）11月2日開店[157]）

売場面積1,366m2
売上高4億4800万円（1978年（昭和53年）度）
- 寿屋津屋崎店（宗像郡津屋崎町大字宮司字下戸井平600[68]、1981年（昭和56年）6月開店[75]）

売場面積5,609m2、駐車台数約250台 → 約700台。。
- 博商福間店（宗像郡福間町2752-2[77]、1962年（昭和37年）12月20日開店[77] - ?閉店）

売場面積447m2 → 842m2

#### 築上郡
- 寿屋築城店（築上郡築城町大字下別府字田松原1647-1[68]、1979年（昭和54年）6月開店[81]）

延床面積3,192m2、売場面積2,017m2（直営売場面積1,759m2）、駐車台数約30台 → 約150台。。
築城ショッピングセンターに出店していた

#### 浮羽郡
- 寿屋吉井店（浮羽郡吉井町1260-1[159]、1975年（昭和50年）9月開店[159]）

売場面積2,484m2）

#### 糟屋郡
- Kコンビ糟屋店（糟屋郡粕屋町大字仲原384-1[127]、1983年（昭和58年）2月開店[97]）

売場面積499m2。
- 寿屋新宮店（新宮寿屋[108]）（糟屋郡新宮町下の府孫三谷1438[160]、1977年（昭和52年）11月2日開店[160] - ?閉店）

敷地面積約14,776m2、鉄筋コンクリート造地上2階建て塔屋1階、延べ床面積約11,063m2、店舗面積約7,282m2（直営店舗面積約5,985m2）、駐車台数約360台。
高木ビルに出店していた
- 寿屋宇美店（糟屋郡宇美町宇美4-8-1[161]、1982年（昭和57年）5月開店[161]）

売場面積4,700m2
上宇美再開発ビルに出店していた
- ナンバーワン篠栗店（糟屋郡篠栗町大字尾中字丸村66-1[68]）

売場面積470m2、駐車台数約10台。

#### 嘉穂郡
- Kコンビ漆生店（嘉穂郡稲築町漆生1585[69]、1979年（昭和54年）12月開店[151]）

売場面積約430mm2、駐車台数約15台。

#### 三井郡
- 寿屋大刀洗店（大刀洗寿屋[162]）（三井郡大刀洗町本郷4611-1[144]、1976年（昭和51年）1月開店[75]）

売場面積2,095m2）

#### 浮羽郡
- 吉井店（浮羽郡吉井町[129]、1999年（平成11年）開店[129]）

売場面積2,418m2

##### 朝倉郡
- 博商夜須店（朝倉郡夜須町篠隈117-11[144]）

### 大分県

#### 佐伯市
- おしゃれの店寿屋（佐伯市花園区162-3[163]、1948年（昭和23年）10月1日開店[163]）

売場面積460m2
取扱商品：衣料品。
- 寿屋ストア（佐伯市中央区新道156-2[164]、1961年（昭和36年）6月開店[164]）

売場面積560m2
取扱商品：食料品・雑貨。
- 寿屋ニュー寿（佐伯市北中区2130-1[165]、1963年（昭和38年）9月開店[165] - 1972年（昭和47年）閉店[166]）

売場面積330m2
取扱商品：食料品・雑貨。
- 寿屋佐伯店[167]（寿屋百貨店[168]） → 寿屋佐伯店別館[169]（佐伯市西谷141-2[170]（旧・新道145-1[167][168]）、1966年（昭和41年）4月19日開店[165]）

売場面積約2,145m2 → 約10,598m2（別館約3,178m2） → 約12,213m2、駐車台数約40台。
取扱商品：衣料品・雑貨。
売上高39億5509万円（1976年（昭和51年）2月期）
- - 寿屋佐伯店本館（佐伯市大手区[169]、1974年（昭和49年）2月14日開店[171]）

売場面積8,550m2
佐伯警察署が1970年（昭和45年）3月15日に移転した跡地に出店した。
- ブキストア（佐伯市新道144-5[168]、1966年（昭和41年）7月開店[173]）

売場面積825m2
取扱商品：食料品。
- 塩屋店（佐伯市塩屋区[97]、1981年（昭和56年）8月開店[97]）

売場面積223m2。
- 佐伯住吉店（佐伯市塩屋区[97]、1982年（昭和57年）11月開店[97]）

売場面積1,199m2。
- くらし館佐伯駅前店（佐伯市[174]、1999年（平成11年）開店[174]）

売場面積970m2

#### 大分市
- 寿屋佐賀之関店（佐賀関町[166]、1971年（昭和46年）3月12日開店[175] - 1972年（昭和47年）閉店[166]）

売場面積290m2
- 寿屋稙田店（大分市大字上宗方字世利越658[176]、1983年（昭和58年）4月27日開店[177]）

売場面積7,818m2、駐車台数560台
- 寿里庵若松通店（大分市府内町[97]、1984年（昭和59年）4月開店[97]）

店舗面積475m2。
- くらし館大在店（大分市大字北字横田[174]、1995年（平成7年）12月8日開店[178]）

売場面積999m2、駐車台数130台
- くらし館下郡店（大分市大字下郡[174]、1996年（平成8年）1月26日開店[178]）

売場面積996m2、駐車台数75台
- くらし館高田店（大分市大字下徳[174]、1996年（平成8年）2月8日開店[178]）

売場面積998m2、駐車台数120台
- くらし館猪野店（大分市大字猪野[174]、1997年（平成9年）2月21日開店[178]）

売場面積999m2、駐車台数90台
- くらし館明野店（大分市明野高尾[174]、1998年（平成10年）7月30日開店[178]）

売場面積918m2、駐車台数130台
- くらし館高江店（大分市高江南[174]、1999年（平成11年）開店[174]）

売場面積900m2
- ぶーけ大分店（大分市中央町[124]、1980年（昭和55年）9月開店[124]）

売場面積164m2
- ナンバーワン若松通店（大分市府内町3-5-28[180]、1980年（昭和55年）9月開店[124]）

売場面積299m2

#### 別府市
- 寿屋別府店（別府市餅ヶ浜町5[181]、1981年（昭和56年）1月23日開店[181]）

敷地面積約5,608m2、鉄骨造地上1階一部2階建て、延べ床面積約2,984m2、店舗面積約1,911m2（直営店舗面積約1,450m2）、駐車台数約80台。
- くらし館大畑店（別府市大字鶴見[174]、1998年（平成10年）開店[174]）

売場面積991m2

#### 臼杵市
- 寿屋臼杵店（臼杵寿屋[168]）（臼杵市田町272[182]、1966年（昭和41年）6月開店[182]）

売場面積561m2 → 377m2
取扱商品：衣料品・雑貨。
売上高4億3743万円（1976年（昭和51年）2月期）
1976年（昭和51年）12月23日に火災で全焼。
- くらし館市浜店（臼杵市市浜[75]）、1995年（平成7年）8月開店[75]）

売場面積987m2）

#### 津久見市
- 寿屋津久見店（津久見寿屋[168]）（津久見市中央町4-24[168][184]、1966年（昭和41年）7月開店[184]）

売場面積約495m2 → 約1,948m2 → 約2,403m2、駐車台数約27台。
取扱商品：食料品・衣料品・雑貨
津久見生協は 1971年（昭和46年）に当店が衣料品販売を拡充した影響で翌年1972年（昭和47年）に衣料品販売を休止し、同年1972年（昭和47年）から当店が食品販売を強化した影響で同生協の中央店の売上が約25％減少するなど、大きな影響を受けた。
- 寿屋津久見店食品部（津久見市高洲町10[186]）

- 津久見家具店（津久見市中央[103]、1972年（昭和47年）8月開店[103]）

売場面積376m2

#### 宇佐市
- 寿屋駅川店（宇佐市法鏡寺字屋敷134-1[187]、1981年（昭和56年）7月開店[188]）

売場面積3,600m2
- ナンバーワン駅川店（宇佐市法鏡寺[189]、1989年（平成元年）7月21日開店[189]）

売場面積1,375m2
- キッド駅川店（宇佐市法鏡寺[75]、1989年（平成元年）9月開店[75]）

売場面積1,375m2
- ホームセンターセブン四日市店（宇佐市四日市[189]、1989年（平成元年）4月6日開店[189]）

売場面積1,014m2
- ホームセンターセブン岩崎（宇佐市四日市[189]、1986年（（昭和61年）8月9日開店[189]）

売場面積829m2

#### 中津市
- 寿屋中津店（中津市新博多町1710-5[190][102]、1975年（昭和50年）7月1日開店[191] - 1998年（平成10年）2月期閉店[150]）

地下1階地上8階建て、売場面積7,875m2、駐車台数約600台。
売上高33億8974万円（1976年（昭和51年）2月期）
新博多町商店街に誘致されて、洋画系の映画館「大師座」跡に出店した中津大師ビルに出店していた
- ナンバーワン一ツ松店（中津市大字一ツ松字持田552-1[102]）

売場面積296m2、駐車台数約30台。
- キッド一ツ松店（中津市一ツ松552-1[195]、1981年（（昭和56年）2月開店[75]）

売場面積296m2、駐車台数約30台。
- ぶーけ中津店（中津市大字中殿453-1[81]、1980年（昭和55年）7月開店[124]）

売場面積299m2

#### 日田市
- 寿屋日田店（日田市三本松2-7-1[196]、1978年（昭和53年）11月30日開店[157][197]）

延べ床面積8,137m2、売場面積3,041m2 → 4,698m2、駐車台数約310台 → 約350台。
店舗跡には「黒潮市場日田店」（売場面積1,800m2）が出店した。

#### 豊後大野市
- （初代）寿屋三重店（大野郡三重町赤嶺宇塚田2986[190][102]、1975年（昭和50年）11月開店[190]）

売場面積1,577m2、駐車台数約70台 → 約94台。
売上高3億1898万円（1976年（昭和51年）2月期）
1990年代に移転のため閉店
- （2代目）寿屋三重店（大野郡三重町赤嶺宇角神992[199]、1998年（平成10年）9月19日開店[199]）

売場面積5,376m2

#### 豊後高田市
- 寿屋豊後高田店（豊後高田市大字高田字江淵2710[102]、1977年（昭和52年）6月開店[75]）

売場面積1,579m2、駐車台数約150台。

#### 杵築市
- 寿屋杵築店（杵築市字北浜665-58[75]、1986年（昭和61年）11月21日開店[189]）

売場面積5,965m2、駐車台数約180台。

### 長崎県

#### 長崎市
- 寿屋長崎新大工店（長崎寿屋[168]）（長崎市片淵町1-35[168][200]、1968年（昭和43年）2月15日開店[200] - 1970年（昭和45年）閉店[166]）

売場面積1,482m2
取扱商品：衣料品・雑貨。
- ぶーけ万屋店（長崎市万屋町[124]、1980年（昭和55年）11月開店[124]）

売場面積204m2

#### 島原市
- （初代）寿屋島原店（島原市湊道町7034[201]、1973年（昭和48年）2月開店[201]）

売場面積952m2
売上高4億5442万円（1976年（昭和51年）2月期）
- （2代目）寿屋島原店（島原市中堀町159-4[102][202]、1980年（昭和55年）5月開店[202][169][203]）

売場面積3,850m2 → 5,697m2、駐車台数約70台。
島原市中心部の商店街の一角に出店しており、開業時には商店街を活性化させたものの、郊外型スーパーなどとの競合で売上が伸び悩むようになった。
店舗跡はエレナ一番街店となり、ダイソーも出店した。
- ナンバーワン島原店（島原市湊道町7034[102]、1980年（昭和55年）9月開店[124]）

売場面積930m2、駐車台数約20台。

#### 諫早市
- ぶーけ諫早店（諫早市栄町46[201]、1977年（昭和52年）12月開店[201]）

売場面積499m2

#### 西彼杵郡
- 寿屋時津店（時津寿屋[143]）（西彼杵郡時津町西時津郷大字大道府6-3[102]、1978年（昭和53年）11月8日開店[157]）

売場面積7,464m2、駐車台数約250台 → 約495台。
2002年（平成14年）に九州ジャスコが営業譲受されて営業を再開。
- 寿屋長与店（西彼杵郡長与町嬉郷1016-1[126]、1980年（昭和55年）5月開店[143]）

売場面積2,009m2
昭生水産長与ビルに出店していた

### 佐賀県

#### 佐賀市
- 寿屋佐賀店（佐賀市呉服元町7-7[126]、1979年（昭和54年）11月[169]16日開店[要出典]）

売場面積約4,736m2、駐車台数約30台。
窓の梅ショッピングビルに出店していた
売上が最盛期から半減したため、閉店することになった。
- 寿屋天祐店（佐賀市天祐町1-282-1[201][102]、1977年（昭和52年）11月30日開店[207]）

売場面積1,539m2、駐車台数約85台 → 約150台。
- ぶーけ佐賀店（佐賀市白山町2-5-19[201]、1976年（昭和51年）11月開店[103][123]）

売場面積363m2
- ぶーけ呉服町店（佐賀市呉服元町[124]、1980年（昭和55年）12月開店[124]）

売場面積213m2

#### 小城市
- 寿屋小城店（小城市北小路252-2[201]、1977年（昭和52年）2月17日開店[207][208]）

2階建て、売場面積1,416m2、駐車台数約60台。
開業時点には、1階が日用品と食料品売り場で、2階が衣料品売り場となっていた。
当店の開業により、町内の既存商店の衣料品売り上げが落ち込むなどの影響が生じた。

#### 唐津市
- 寿屋唐津店（唐津市栄町2579[187][102]、1980年（昭和55年）3月[162]8日開店[要出典]）

売場面積6,991m2、駐車台数約300台。
唐津満島ショッピングビルに出店していた
- ぶーけ唐津店（唐津市紺屋町1786[210]）

#### 多久市
- 寿屋多久店（多久寿屋[162]）（多久市北多久町大字小侍萩原456[211]、1992年（平成4年）4月23日開店[212]）

延べ床面積40,707m2、売場面積7,000m2
多久ショッピングプラザ・コーリの核店舗として出店した。

#### 鳥栖市
- （初代）寿屋鳥栖店（鳥栖寿屋[162]）（鳥栖市大正町820-1[102][213]、1980年（昭和55年）7月[169]7日開店[要出典]）

延床面積9,186m2、売場面積5,701m2（直営売場面積5,199m2）、駐車台数約160台 → 約220台。
移転のため閉店
- （2代目）寿屋鳥栖店（鳥栖市、1997年（平成9年）10月7日開店[215]）

大和工商リースの開発したジョイフルタウン鳥栖（売場面積26,828m2、78店舗）の核店舗として出店していた

### 熊本県

#### 熊本市

##### 中央区
- 寿屋熊本下通店（熊本寿屋[168]）（熊本市安政町1-4[168][216]、1968年（昭和43年）5月27日開店[12]）

売場面積3,300m2 → 9,856m2、駐車台数約31台。
開業時点では、地下1階が「コトブキストアー」運営の食品売り場で、1階が直営の総合衣料品売り場、2階が「ニュー寿」運営の婦人服売り場、3階が「コトブキ」運営の呉服・寝具売り場という形式で、百貨店法の適用を逃れていた。
売上高86億8508万円（1976年（昭和51年）2月期） → 118億0900万円（1981年（昭和56年）度・スーパーで全国23位）
- エンゼル上通店（熊本市上通[219]、1980年（昭和55年）9月開店[219]）

売場面積136m2
- 寿屋本荘店（熊本市本荘3-3-1[220]、1977年（昭和52年）7月開店[169]）

売場面積約2,968m2、駐車台数約100台 → 約150台
本部が併設された店舗だった。
- ナンバーワン本荘店（熊本市、1978年（昭和53年）9月2日開店[222]）

駐車台数約200台。
1階が食品・DIY・調理家電・季節家電などの売場で、2階がオーディオ・テレビなどのAV関連と楽器・レコードなどの売場となっており、家電関連が全体の約85％を占める店舗だった。
- AVクラブ本荘店（熊本市本荘[223]、1989年（平成元年）7月開店[223]）

売場面積541m2。
- アーバインジュニア新市街店（熊本市新市街[219]、1980年（昭和55年）7月開店[219]）

売場面積133m2
- 寿里庵熊本新市街店（熊本市新市街[89]、1983年（昭和58年）6月開店[89]）

店舗面積451m2
- 寿里庵通町店（熊本市手取本町[89]、1984年（昭和59年）12月開店[89]）

店舗面積362m2
- 白山店 → Kコンビ白山店（熊本市国府本町12-25[105]、1978年（昭和53年）1月開店[105][89]）

売場面積287m2
- くらし館国府店（熊本市国府3-28-28[224]、2000年（平成12年）2月28日開店[224]）

売場面積2,539m2
- Kコンビ壷川店（熊本市壷川10-5[225]、1978年（昭和53年）7月開店[89]）

売場面積226m2
- Kコンビ水前寺店（熊本市水前寺2-10-1[81]、1980年（昭和55年）8月開店[89] - 1986年（昭和61年）閉店[226]）

売場面積277m2。
- Kコンビ花畑店（熊本市花畑9-12[225]、1981年（昭和56年）8月開店[108]）

売場面積132m2。

##### 東区
- 寿屋新外ショッピングセンター（新外寿屋[227]）（熊本市健軍町2728[228][142]、1981年（昭和56年）9月25日開店[228]）

敷地面積約5,971m2、鉄骨造地上1階建て、延べ床面積約3,992m2、店舗面積約2,085m2（直営店舗面積約1,477m2）、駐車台数約450台。
- 寿屋尾の上店（熊本市健軍町1257-1[190][102]、1977年（昭和52年）4月開店[190] - 1984年（昭和59年）11月閉店[30]）

売場面積1,220m2、駐車台数約50台。
店舗跡は、改装してディスカウントストアの「寿屋キッド尾の上店」として新装開店。
- エンゼル女子大通店（熊本市健軍町[89]、1980年（昭和55年）12月開店[89]）

売場面積70m2。
- エンゼル子飼店（熊本市東子飼町[89]、1980年（昭和55年）12月開店[89]）

売場面積286m2。
- 寿屋キッド尾の上店（熊本市尾の上[108]、1986年（昭和61年）4月開店[108]）

売場面積1,399m2。
- くらし館長嶺店（熊本市[179]、1995年（平成7年）8月[227]）

売場面積999m2
- Kコンビ長嶺店（熊本市長嶺町3222-1[225]、1981年（昭和56年）11月開店[89]）

売場面積299m2。
- Kコンビ小山店（熊本市小山町小山674-3[81]、1980年（昭和55年）2月開店[89]）

売場面積198m2。
- Kコンビ沼山津店（熊本市秋津[89]、1980年（昭和55年）9月開店[89] - 1986年（昭和61年）閉店[226]）

売場面積221m2。
- Kコンビ錦ケ丘店（熊本市錦ケ丘4466-7[225]、1982年（昭和57年）4月開店[89]）

売場面積300m2
- Kコンビ江津店（熊本市江津1-757-1[225]、1982年（昭和57年）9月開店[89]）

売場面積300m2。

##### 南区
- Kコンビ飽田店（熊本市砂原町[227]（旧・詫間郡飽田町大字砂原81[229]）、1981年（昭和56年）5月開店[89]）

売場面積299m2。
- Kコンビ野越店（熊本市近見町1592-1[225]、1981年（昭和56年）5月開店[108]）

売場面積299m2。
- AVクラブ近見店（熊本市近見町[108]、1986年（昭和61年）8月開店[108]）

売場面積300m2。
ビデオレンタル事業の1号店として開業した。
- Kコンビ天明店（飽託郡天明町大字奥古閑1767[229]、1984年（昭和59年）11月開店[108]）

売場面積300m2。
- くらし館川尻店（熊本市八幡町[230]、1998年（平成10年）開店[230]）

売場面積999m2
- Kコンビ御幸笛田店（熊本市御幸笛田[231]、1981年（昭和56年）10月開店[231]） 
店舗面積296m2[231]

- くらし館御幸笛田店（熊本市御幸笛田[232][230]、1998年（平成10年）開店[230]）

売場面積999m2
- Kコンビ白藤店（熊本市白藤町124[225]、1982年（昭和57年）2月開店[89]）

売場面積297m2
- Kコンビ田迎店（熊本市田迎町836-2[225]、1982年（昭和57年）11月開店[89]）

売場面積299m2
- AVクラブ浜線店（熊本市田迎町[108]、1987年（昭和62年）11月開店[108]）

売場面積386m2。

##### 西区
- 上熊本店（熊本市上熊本1丁目215-1[233]、1984年（昭和59年）7月開店[108]）

売場面積689m2。
- くらし館田崎店（熊本市田崎2-340-23[234]、?開店）

売場面積999m2
- くらし館新土河原店（熊本市[179]）

売場面積999m2
- Kコンビ蓮台寺店（熊本市蓮台寺町八の窪503[81]、1980年（昭和55年）5月開店[89] - 1986年（昭和61年）閉店[226]）

売場面積231m2。
- Kコンビ島崎店（熊本市島崎1-28-32[225]、1982年（昭和57年）12月開店[108]）

売場面積300m2。
- Kコンビ高橋店（熊本市上高橋町572-1[225]、1982年（昭和57年）10月開店[89]）

売場面積299m2

##### 北区
- 寿屋楠店（熊本市龍田町弓削東窪1941-1[235]、1980年（昭和55年）5月1日開店[235]）

敷地面積約7,667m2、鉄筋コンクリート造地上4階建て塔屋1階、延べ床面積約7,180m2、店舗面積約3,321m2（直営店舗面積約2,746m2）、駐車台数約300台。
- AVクラブ楠店（熊本市龍田町[108]、1986年（昭和61年）11月開店[108]）

売場面積280m2。
- 電器の楠店 → ナンバーワン楠店（熊本市龍田町弓削1961-1[236]、1981年（昭和56年）4月開店[227]）

売場面積299m2。
- 寿屋植木店（鹿本郡植木町植木2-189[190]、1976年（昭和51年）4月20日開店[237][238]）

売場面積1,523m2、駐車台数約100台。
1階が日用品と食料品売り場で、2階が衣料品と身の回り品売り場となっていた。
- Kコンビ大窪店（熊本市飛田町[227]、1982年（昭和57年）7月開店[89][227]）

売場面積207m2。
- Kコンビ北部店（飽託郡北部町[89]、1982年（昭和57年）3月開店[89]）

売場面積300m2
- Kコンビ新地店（熊本市清水新地764[240]、1983年（昭和58年）1月開店[89]）

売場面積299m2。
- Kコンビ高平店（熊本市清水町高平字前田1285-7[225]、1982年（昭和57年）3月開店[89]）

売場面積296m2
- AVクラブ清水パイパス店（熊本市清水町[108]、1987年（昭和62年）8月開店[108]）

売場面積318m2。

#### 八代市
- 寿屋八代店（八代市通町8[102]、1979年（昭和54年）2月開店[169]）

売場面積10,606m2、駐車台数約400台。
ユニオンファッションビルに出店していた
- 寿屋鏡店（鏡寿屋[227]）（八代郡鏡町鏡村字小柳917-1[187]、1981年（昭和56年）9月開店[108]）

売場面積1,656m2。
鏡ショッピングビルに出店していた
- くらし館古城店（八代市古城町新地3006[241]、2000年（平成12年）2月28日開店[224]）

売場面積920m2
- くらし館海士江店（八代市海士江町字下城2722-1[224]、2000年（平成12年）4月12日開店[224]）

売場面積999m2
- 寿染八代店（八代市本町[219]、1980年（昭和55年）8月開店[219]）

売場面積202m2

#### 水俣市
- 水俣店（水俣寿屋[227]）（水俣市大黒町2-3-18[242]、1981年（昭和56年）5月29日開店[242][243]）

敷地面積約2,427m2、鉄筋コンクリート造地下1階地上5階建て、延べ床面積約9,658m2、店舗面積約5,181m2（直営店舗面積約4,350m2）、駐車台数約100台。
梅崎製材所跡地の水俣梅崎ビルに出店していた。
- ぶーけ水俣店（水俣市大黒町1-1-27[81]、1979年（昭和54年）6月開店[81]）

売場面積132m2

#### 天草
- 寿屋牛深店（牛深寿屋[227]）（牛深市牛深町[187]、1981年（昭和56年）11月開店[89]）

売場面積769m2。

#### 宇土市
- （初代）寿屋宇土店（宇土市南段原南20-1[105]、1975年（昭和50年）9月開店[105]）

売場面積1,394m2、駐車台数約100台。
売上高5億8645万円（1976年（昭和51年）2月期）
- （2代目）寿屋宇土店（宇土寿屋[246]）（宇土市善導寺町字綾織95[247]、1995年（平成7年）11月10日開店[247]）

ショッピングセンターUto（売場面積27,167m2、88店舗）の核店舗として出店していた
敷地は当社が所有し、建物は子会社アストと地元商業者の設立した「（株）宇土シティプラザ」が所有し、当店はアストからの賃借で出店した。
九州ジャスコが営業譲受され、2002年（平成14年）4月11日に営業を再開した。

#### 宇城市
- 寿屋松橋店（下益城郡松橋町字園田858-1[105][102]、1976年（昭和51年）4月30日開店[237]）

売場面積1,618m2、駐車台数約200台。

#### 人吉市
- 寿屋人吉店（人吉寿屋[227]）（人吉市青井町萩原304-1[105][102]、1973年（昭和48年）9月24日開店[249]）

売場面積4,368m2、駐車台数約72台 → 約210台。
売上高30億6522万円（1976年（昭和51年）2月期）
地下1階・地上3階建てで、球磨地方初の大型スーパーとして開業した。
- ぶーけ人吉店（人吉市中青井田320-5[105]、1976年（昭和51年）4月22日開店[237]）

売場面積300m2

#### 球磨郡
- 寿屋免田店（球磨郡免田町甲1440-4[187]、1981年（昭和56年）8月開店[89]）

売場面積946m2。
免田ショッピングセンターに出店していた

#### 山鹿市
- 寿屋山鹿店（山鹿市中町1662[190][102]、1976年（昭和51年）10月開店[190] - 1985年（昭和60年）閉店[29]）

売場面積2,225m2、駐車台数約120台。

#### 本渡市
- 寿屋本渡店（本渡寿屋[227]）（本渡市船之尾町288-3[250]、1971年（昭和46年）5月24日開店[251][252]）

売場面積2,866m2、駐車台数約150台 → 約220台。
売上高20億0639万円（1976年（昭和51年）2月期）
天草繭共同販売所（1919年（大正8年）開設）の跡地に出店した。

#### 玉名
- （初代）寿屋玉名店（玉名市高瀬本町293-1[105]、1974年（昭和49年）10月開店[105]）

売場面積832m2
売上高3億2460万円（1976年（昭和51年）2月期）
- （2代目）寿屋玉名店（玉名寿屋[227]）（玉名市大字亀甲字前田95[176]）

売場面積17,380m2
九州ジャスコが営業譲受され、2002年（平成14年）5月25日に営業を再開。
- 長洲店（玉名郡長洲町長洲421[254]、1978年（昭和53年）3月開店[108]）

売場面積1,200m2。
- Kコンビ南関店（玉名郡南関町大字関町一屋敷1152[255]、1981年（昭和56年）4月開店[89]）

売場面積299m2。
- Kコンビ天水店（玉名郡天水町大字小天7106-1[256]、1982年（昭和57年）11月開店[89]）

売場面積299m2。

#### 荒尾市
- 寿屋野原店（荒尾市野原1586-2[257]、?開店）

売場面積400m2
売上高1億6179万円（1976年（昭和51年）2月期）
- くらし館万田店（荒尾市万田925-1[258]、1999年（平成11年）6月15日開店[258]）

売場面積970m2

#### 菊池
- 寿屋菊池店（菊池寿屋[227]）（菊池市隅府古町551-1[105]、1975年（昭和50年）3月28日開店[149]）

売場面積3,856m2、駐車台数約135台。
売上高16億5503万円（1976年（昭和51年）2月期）
- くらし館永江団地店（菊池郡合志町[227]、1995年（平成7年）7月開店[227]）

売場面積999m2
- Kコンビ永江店（菊池郡合志町幾久富1866[259]、1981年（昭和56年）8月開店[108]）

売場面積295m2。
- Kコンビ黒石店（菊池郡西合志町須屋1458-29[260]、1981年（昭和56年）7月開店[89]）

売場面積297m2。
- Kコンビ須屋店（菊池郡西合志町須屋626-10[260]、1983年（昭和58年）4月開店[89]）

売場面積300m2
- くらし館みずき台店（菊池郡西合志町大字須屋字みずき台3310[258]、1999年（平成11年）9月28日開店[258]）

売場面積996m2
- 寿屋菊陽店（菊陽寿屋[108]）（菊池郡菊陽町津久礼2474[261]、1987年（昭和62年）3月27日開店[261]）

敷地面積約35,410m2、鉄筋コンクリート造地上3階建て塔屋1階、延べ床面積約16,500m2、店舗面積約14,359m2（直営店舗面積約5,000m2）、駐車台数約2,000台。
「菊陽ショッピングプラザ サンリー」の核店舗として出店していた。
九州ジャスコが営業譲受され、2002年（平成14年）5月19日に営業を再開したが、2020年（令和2年）2月29日に閉店した。
- くらし館新地団地店（上益城郡菊陽町津久礼4197-18[263]、1995年（平成7年）11月開店[263]）

延べ床面積1,400m2、売場面積999m2。

#### 上益城郡
- （初代）寿屋矢部店（矢部寿屋[227]）（上益城郡矢部町下馬尾前田274[105]、1976年（昭和51年）7月開店[239][89]）

売場面積1,618m2、駐車台数約100台。
- （2代目）寿屋矢部店（上益城郡矢部町、1998年（平成10年）9月25日開店[264]）

「矢部ショッピングセンター・ステア」の改装時に、核店舗として出店した
- 寿屋益城店（上益城郡益城町惣領1415[105][102]、1977年（昭和52年）2月開店[105]）

売場面積1,523m2、駐車台数約80台。
- 寿屋御船店（上益城郡御船町大字御船字上囲1067[102]、1979年（昭和54年）11月開店[89]）

延床面積3,750m2、売場面積1,623m2、駐車台数約100台。

#### 阿蘇郡
- 寿屋一の宮店（阿蘇郡一の宮町大字宮地字宮園3054-7[105]、1977年（昭和52年）3月6日開店[238]）

売場面積479m2
1階が食料品と日用品売り場で、2階が衣料品と身の回り品売り場となった駐車場の無い店舗だった。

### 宮崎県

#### 宮崎市
- おしゃれの店（初代）寿屋宮崎店（宮崎市一番街[266]、1957年（昭和32年）9月開店[1] - 1968年（昭和43年）閉店[166]）

売場面積760m2
取扱商品：食料品・衣料品・雑貨。
- （2代目）寿屋宮崎店（宮崎寿屋[168]）（宮崎市橘通西3-10-4[267]、1968年（昭和43年）6月14日開店[268]）

売場面積1,842m2
取扱商品：衣料品・雑貨。
- （3代目）寿屋宮崎店（宮崎市橘通東3-1-12[269]、1973年（昭和48年）11月5日開店[270]）

地下2階地上9階建て、売場面積16,899m2、駐車台数約205台 → 約523台。
売上高73億5406万円（1976年（昭和51年）2月期）
2003年（平成15年）3月14日に複合商業ビル「カリーノ宮崎」として営業を再開
- ぶーけ宮崎店（宮崎市橘通西3[80]、1974年（昭和49年）10月開店[80]）

売場面積1,348m2
- ぶーけ若草通店（宮崎市橘通東3-6-34[80]、1977年（昭和52年）10月開店[80]）

売場面積198m2
- 昭和店（宮崎市堀川町105[80]、1978年（昭和53年）7月開店[80]）

売場面積595m2。
- キッド昭和店（宮崎市堀川町[75]、1986年（昭和61年）7月開店[75]）

売場面積1,308m2
- 神宮東店（宮崎市神宮東[97]、1980年（昭和55年）11月開店[97]）

売場面積180m2。
- 高松店（宮崎市南高松[97]、1982年（昭和57年）4月開店[97]）

売場面積180m2。
- 檍店（宮崎市吉村町[97]、1982年（昭和57年）7月開店[97]）

売場面積180m2。
- 平和が丘店（宮崎市池内町[97]、1983年（昭和58年）12月開店[97]）

売場面積180m2。
- くらし館赤江店（宮崎市[272]、1995年（平成7年）12月開店[272]）

売場面積1,504m2
- くらし館大和店（宮崎市中村ビル[272]、1995年（平成7年）12月開店[272] - ）

売場面積1,941m2
- くらし館潮見店（宮崎市潮見町[174]、1998年（平成10年）開店[174]）

売場面積495m2
- くらし館霧島店（宮崎市霧島[174]、1998年（平成10年）開店[174]）

売場面積908m2
- くらし館学園木花台店（宮崎市学園木花台[174]、1998年（平成10年）開店[174]）

売場面積1,543m2
- くらし館大塚台店（宮崎市大塚台[174]、1998年（平成10年）開店[174]）

- くらし館吉村店（宮崎市吉村町[230]、1998年（平成10年）開店[230]）

売場面積756m2
- くらし館まなび野店（宮崎市まなび野[174]、1999年（平成11年）開店[174]）

売場面積908m2
- くらし館田野店（宮崎郡田野町[273]）

売場面積2,128m2

#### 都城市
- （初代）寿屋都城店（都城寿屋[168]）（都城市中町14-20[274]、1963年（昭和38年）10月30日開店[266] - 1969年（昭和44年）閉店[166]）

売場面積930m2
取扱商品：食料品・衣料品・雑貨。
- （2代目）寿屋都城店（都城市中町1街区7号[102]、1973年（昭和48年）11月1日開店[275]）

売場面積10,406m2 → 14,190m2、駐車台数約107台 → 約230台。
売上高41億6272万円（1976年（昭和51年）2月期）
店舗跡は、BTVケーブルテレビが買収して改装し、IT産業ビルとして新装開業した。
- ぶーけ都城店（都城市中町14-20[201]、1975年（昭和50年）6月開店[201]）

売場面積1,242m2
- デンキの寿屋都城店（都城市中町14-20[81]、1979年（昭和54年）6月開店[81]）

売場面積1,353m2
- 寿里庵牟田町店（都城市牟田町[97]、1984年（昭和59年）11月開店[97]）

店舗面積231m2。
- くらし館早水店（都城市[272]、1995年（平成7年）12月開店[272]）

売場面積1,810m2
- くらし館都北店（都城市北町[174]、1998年（平成10年）開店[174]）

売場面積953m2

#### 諸県
- くらし館三股店（北諸県郡三股町[174]、1998年（平成10年）開店[174]）

売場面積935m2
- くらし館綾店（東諸県郡綾町[230]、1998年（平成10年）開店[230]）

売場面積1,103m2

#### 延岡市
- コンパクトデパート寿屋[278] → （初代）寿屋延岡店（延岡寿屋[168]）（延岡市祇園町1丁目4-6[279]、1962年（昭和37年）3月29日開店[278] - 1969年（昭和44年）閉店[166]）

売場面積660m2 → 343m2
取扱商品：食料品・衣料品・雑貨。
衣料品主体のスーパーとして祇園町の商店街の一角に出店していた。
- （2代目）寿屋延岡店（延岡市幸町1-121[281]、1969年（昭和44年）12月開店[280]）

売場面積10,045m2、駐車台数約151台 → 約200台。
売上高50億2442万円（1976年（昭和51年）2月期）
幸町の商店街のアヅマヤ百貨店の南側に出店した。
大規模な増築を行って地上9階建ての大型店とし、1971年（昭和46年）10月に新装開店した。
- ぶーけ延岡店（延岡市栄町2-8[80]、1977年（昭和52年）3月開店[80]）

売場面積345m2
- デンキの寿屋延岡店（延岡市恵比寿町5-1[81]、1980年（昭和55年）1月開店[124]）

売場面積300m2
- ナンバーワン南延岡店（延岡市平原町[124]、1980年（昭和55年）12月開店[124]）

売場面積299m2

#### 日向市
- 寿屋日向店（日向寿屋アスティ[282]）（日向市都町10754-11[283]、1987年（昭和62年）10月14日開店[283][282]）

敷地面積約7,395m2、鉄骨鉄筋コンクリート造地上6階建て、延べ床面積約30,063m2、店舗面積約9,390m2（直営店舗面積約6,736m2）、駐車台数約1,000台。
- くらし館日向原町店（日向市原町[174]、2000年（平成12年）開店[174]）

売場面積889m2

#### 日南市
- 寿屋油津店（日南市材木通7[102]、1972年（昭和47年）6月開店[271]）

売場面積3,325m2、駐車台数約20台 → 約220台。
- （初代）寿屋日南店（日南市材木町2-55[269]、?開店）

売場面積3,500m2
売上高16億7716万円（1976年（昭和51年）2月期）
- （2代目）寿屋日南店（日南市材木町[75]、1995年（平成7年）10月28日開店[246]）

売場面積9,237m2
「日南ショッピングセンター協同組合」と共に開発したサピア日南ショッピングセンター（売場面積12,717m2、22店舗）の核店舗として出店していた。
- 寿屋吾田店（日南市戸高字野原688-1[80]、1979年（昭和54年）2月開店[80]）

延床面積2,266m2、売場面積1,488m2
- 飫肥店（日南市本町字本町尻4036-5[81]、1979年（昭和54年）3月開店[81]）

売場面積429m2

#### 小林市
- （初代）寿屋小林店（小林市大字細野1867[113]、1975年（昭和50年）2月開店[113]）

売場面積1,278m2
売上高10億1811万円（1976年（昭和51年）2月期）
- （2代目）寿屋小林店（小林市細野池の原[75]、1981年（昭和56年）6月開店[75]）

売場面積4,677m2
- ウイズ小林店（小林市大字細野1867[285][113]、1988年（昭和63年）11月開店[75]）

延床面積1,507m2、売場面積1,383m2

#### 串間市
- 寿屋串間店（串間市泉町5685-1[201]、1975年（昭和50年）8月開店[271]）

売場面積2,252m2 → 2,399m2
売上高4億2271万円（1976年（昭和51年）2月期）
- くらし館串間店（串間市西浜[174]、1998年（平成10年）開店[174]）

売場面積859m2

#### えびの市
- 寿屋えびの店（えびの寿屋[75]）（えびの市向江522[142]、1987年（昭和62年）4月開店[75]）

売場面積6,740m2

#### 西都市
- 寿屋西都店（西都寿屋[75]）（西都市大字妻843-5[287]、1985年（昭和60年）10月16日開店[287]）

敷地面積約8,378m2、鉄筋コンクリート造地上3階建て塔屋1階、延べ床面積約15,806m2、店舗面積約5,207m2（直営店舗面積約3,000m2）、駐車台数約280台。
妻駅西商店街の市街地再開発事業の一環として建設された「協同組合 西都ショッピングセンター」の核店舗として、誘致されて出店した。
文化ホールや働く婦人の家を併設していた。

#### 西臼杵郡
- 寿屋高千穂店（西臼杵郡高千穂町大字三田井1270-2[290]、1976年（昭和51年）7月開店[277]）

売場面積1,576m2

#### 宮崎郡
- くらし館田野店（宮崎郡田野町[272]、1998年（平成10年）開店[174]）

売場面積2,132m2
- くらし館今泉店（宮崎郡清武町[272]、1995年（平成7年）12月開店[272]）

売場面積1,085m2

#### 児湯郡
- くらし館川南店（宮崎郡川南町[272]、1995年（平成7年）12月開店[272]）

売場面積2,110m2
- くらし館都農店（宮崎郡都農町[272]、1995年（平成7年）12月開店[272]）

売場面積2,145m2
- くらし館高鍋店（児湯郡高鍋町[174]、1999年（平成11年）3月4日開店[291]）

売場面積996m2

### 鹿児島県

#### 鹿児島市
- 寿屋西田店（鹿児島寿屋[168]）（鹿児島市西田町121[168][292]、1967年（昭和42年）11月15日開店[292] - 1970年（昭和45年）2月28日閉店[293]）

売場面積1,510m2
取扱商品：食料品・衣料品・雑貨。
- 寿屋鹿児島納屋店（鹿児島市金生町2-4[292]、1968年（昭和43年）6月8日開店[292]）

売場面積1,815m2 → 2,232m2
取扱商品：衣料品。
納屋第一ビルに出店していた
売上高20億559万円（1976年（昭和51年）2月期）
- 寿屋下荒田店（鹿児島市下荒田町2268-29[294]、1969年（昭和44年）2月4日開店[294] - 1970年（昭和45年）2月28日閉店[293]）

売場面積330m2
- 寿屋谷山店（鹿児島市谷山塩屋町字蔵の下676-16[295]、1977年（昭和52年）3月開店[271]）

延床面積3,227m2、売場面積1,983m2、駐車台数約50台 → 約106台。
- ぶーけいづろ店（鹿児島市中町5-26[112]、1971年（昭和46年）7月24日開店[297]）

売場面積1,183m2
売上高10億1963万円（1976年（昭和51年）2月期）
- カリーノ天文館（鹿児島市中町5-26[54]、1998年（平成10年）11月20日開店[54]）

売場面積3,185m2
開業時点では、南九州最大のファッションビルであった
- 寿里庵文化通店（鹿児島市山の口町[97]、1984年（昭和59年）7月開店[97]）

店舗面積284m2。
- 寿屋鹿児島店（鹿児島市小松原1-6-24[299]、1985年（昭和60年）10月16日開店[299]）

敷地面積約9,870m2、鉄骨造地上2階建て塔屋1階、延べ床面積約9,023m2、店舗面積約4.965m2（直営店舗面積約4,286m2）、駐車台数約500台。

#### 鹿屋市
- 寿屋鹿屋店（鹿屋市[174]、1998年（平成10年）1月開店[174]）

売場面積2,981m2
- くらし館川西店（鹿屋市川西町[174]、1998年（平成10年）開店[174]）

売場面積958m2
- くらし館西原店（鹿屋市今坂町[174]、1998年（平成10年）開店[174]）

売場面積1,067m2

#### 垂水市
- 寿屋垂水店（垂水市[174]、1998年（平成10年）1月開店[174]）

売場面積1,499m2

#### 串木野市
- （初代）寿屋串木野店（串木野市旭町124[201][102][300]、1973年（昭和48年）7月開店[271]）

延床面積5,127m2、売場面積2,729m2（直営売場面積2,680m2）、駐車台数約39台 → 約60台。
売上高14億8467万円（1976年（昭和51年）2月期）
1990年代に移転のため閉店
- （2代目）寿屋串木野店（串木野市）

売場面積5,542m2

#### 国分市
- 寿屋国分店（国分市中央1丁目26-27[102]、1980年（昭和55年）11月開店[271]）

売場面積2,585m2、駐車台数約80台。

#### 大口市
- （初代）寿屋大口店（大口市、1971年（昭和46年）4月26日開店[297]）

売場面積1,365m2
「やよし百貨店」（1960年（昭和35年）7月16日に開店し、1971年（昭和46年）4月20日に閉店）の建物を改装して出店した。
新国道バイパス沿いに移転の為、閉店となった。
- （2代目）寿屋大口店（大口市里字瀬戸口750-1[201][102]、1976年（昭和51年）4月8日開店[237]）

売場面積1,489m2 → 2,596m2、駐車台数約147台。
売上高7億6313万円（1976年（昭和51年）2月期）
店舗は2フロア構造で、1階が約1,300m2、2階が約1,000m2の規模で開業した。
新国道バイパス沿いに移転する形で出店し、広めの駐車場を併設することで、開業当初は初代店舗より売上が拡大した。

#### 加世田市
- 寿屋加世田店（加世田市本町9-9[102][303]、1972年（昭和47年）11月開店[271]）

売場面積2,644m2、駐車台数約75台。
売上高14億8712万円（1976年（昭和51年）2月期）

#### 指宿市
- 寿屋指宿店（指宿市十二町603[112]、1971年（昭和46年）2月18日開店[297]）

売場面積964m2
売上高6億4346万円（1976年（昭和51年）2月期）

#### 枕崎市
- （初代）寿屋枕崎店（枕崎市港町120[112]、1971年（昭和46年）3月26日開店[297]）
- （2代目）寿屋枕崎店（枕崎市枕崎2760-4[304]、1982年（昭和57年）6月開店[143]）

売場面積2,600m2

#### 出水市
- 寿屋出水店（出水寿屋[143]）（出水市上鯖淵橋口54-1[305]、1982年（昭和57年）9月開店[143]）

売場面積3,069m2

#### 日置郡
- 伊集院店（伊集院寿屋[143]）（日置郡伊集院町徳重馴枝274[305]、1986年（昭和61年）10月開店[143]）

売場面積2,700m2

#### 曽於郡
- くらし館有明店（曽於郡有明町[174]、1998年（平成10年）開店[174]）

売場面積956m2
- くらし館末吉店（曽於郡末吉町[174]、1998年（平成10年）開店[174]）

売場面積816m2
- くらし館財部店（曽於郡財部町[174]、1998年（平成10年）開店[174]）

売場面積716m2
- くらし館岩川店（曽於郡大隅町[174]、1998年（平成10年）開店[174]）

売場面積958m2
- 志布志店（曽於郡志布志町志布志2536-1[296]）

売場面積990m2、駐車台数約20台。
- ナンバーワン志布志店（曽於郡志布志町志布志2544-7[296]）

売場面積742m2、駐車台数約10台。

#### 肝属郡
- くらし館東串良店（肝属郡東串良町[174]、1998年（平成10年）開店[174]）

売場面積951m2
- くらし館大根占店（肝属郡大根占町[174]、1998年（平成10年）開店[174]）

売場面積297m2
- くらし館高山店（肝属郡高山町[174]、1998年（平成10年）開店[174]）

売場面積996m2

#### 薩摩郡
- 寿屋宮之城店（宮之城寿屋[174]）（薩摩郡宮之城町[174]、1999年（平成11年）開店[174]）

売場面積6,462m2

#### 名瀬市
- 寿屋名瀬店（名瀬市末広町2-22[296][201]、1976年（昭和51年）10月開店[201][201] - 2002年（平成14年）3月9日閉店[306]）

売場面積1,362m2。
- くらし館大熊店（名瀬市大熊[174]、1996年（平成8年）開店[174]）

売場面積999m2

### 山口県

#### 下関市
- くらし館稗田店（下関市[129]、1999年（平成11年）開店[129]）

売場面積999m2

#### 小野田市
- 寿屋小野田店（小野田市大字小野田6660[308]、1983年（昭和58年）10月22日開店[308]）

敷地面積約63,000m2、鉄骨鉄筋コンクリート造地上2階建て塔屋2階、延べ床面積約27,324m2、店舗面積約15,000m2（当社店舗面積約9,000m2）、駐車台数約1,500台。
- くらし館中国若山店（小野田市[129]、1999年（平成11年）開店[129]）

売場面積498m2

#### 宇部市
- くらし館中国桃山店（宇部市[129]、1999年（平成11年）開店[129]）

売場面積498m2
- くらし館中国西宇部店（宇部市[129]、1999年（平成11年）開店[129]）

売場面積498m2

#### 吉敷郡
- 寿屋阿知須店（吉敷郡阿知須町字二の宮4823-1[309]、1996年（平成8年）3月20日開店[310][311]）

敷地面積約79,400m2、鉄骨造一部鉄筋コンクリート造地上2階一部3階建て、延べ床面積約33,000m2、店舗面積約20,192m2（直営店舗面積約12,117m2）、駐車台数約1,700台。
コミュニティーマート構想で建設された超広域型ショッピングセンターの「サンパークあじす」に出店した。

### 愛媛県
- ぶーけ松山店（松山市湊町4-4-6シルバーモール[80]、1977年（昭和52年）7月開店[80]）

売場面積692m2
- ぶーけ大街道店（松山市大街道2-2-16[81]、1979年（昭和59年）10月開店[313]）

売場面積246m2
- ぶーけ宇和島店（宇和島市恵比須1-502[81]、1979年（昭和59年）10月開店[313]）

売場面積346m2

### 兵庫県
- 神戸ブキストア[314] → 神戸店[315]（神戸市兵庫区湊町3-25-5[315]、1961年（昭和36年）10月12日開店[316] - 1972年（昭和47年）閉店[166]）

売場面積630m2 → 561m2
取扱商品：食料品・衣料品・雑貨。

## 参考／実現しなかった店舗

### 福岡県
- 恒見店（北九州市門司区大字吉志字大坪564-1[318]）

売場面積5,082m2
- 須恵店（糟屋郡須恵町大字須恵字汐井掛770-1[318]）

売場面積3,069m2
- 行橋店新館（行橋市大字大橋字前田509[176]）

売場面積12,991m2
- 新田原店（行橋市大字道場寺字五反田1517[318][319]、1981年（昭和56年）4月15日開店予定[319]）

延べ床面積約7,350m2、売場面積5,764m2
- 宮田店（鞍手郡宮田町大字宮田字梨子元3682-1[305]）

売場面積7,604m2
- 福丸店（鞍手郡若宮町大字福丸字錦215-1[176]）

売場面積3,776m2
- 東郷ビルディング店（宗像郡宗像町大字田熊字石畑9-37[126]）

売場面積13,578m2
- 甘木ショッピングセンター[7]（甘木市山嶺町1833[320]）

売場面積6,933m2
- 小郡店（小郡市大字小郡字前伏148[305]）[7]

- 椎田ショッピングセンター（築上郡椎田町鏑宅686-1[142]）

売場面積4,941m2
- （2代目）博商福間店（宗像郡福間町字太郎丸2731-1[321]）

売場面積13,564m2

### 長崎県
- 松浦ショッピングセンター[7]（松浦市志佐町浦免字八龍田1717-1[320]）

売場面積10,504m2
- 大村店（大村市杭出津2-746-1[318]）

売場面積16,338m2
- 川棚店[7]（東彼杵郡川棚町下組郷字平尾ノ前24-1[320]）

売場面積5,653m2
- ハロー佐世保北店（佐世保市矢峰町157[322]、1999年（平成11年）11月8日開店予定[322]）

売場面積4,601m2

### 大分県
- 豊後灘ショッピングセンター（佐伯市大字鶴望404番地[323]、1999年（平成11年）10月21日開店予定[323]）

延べ床面積45,460m2、売場面積29,997m2（直営売場面積22,023m2）
鉄骨造り2階建て
財務悪化により出店できなかった。
- （2代目）臼杵店（臼杵市浜字京泊706-1[245]）

売場面積5,491m2
- 三重ショッピングセンター[7]（大野郡三重町大字赤嶺2971-1[142]）

売場面積4,465m2
- 湯布院店（大分郡湯布院町大字上杉字小杉田2952-1[142]）

売場面積6,106m2

### 佐賀県
- 鹿島ショッピングセンター（鹿島市大字納富分2700[142]）

売場面積13,076m2
- 大和店（佐賀郡大和町大字尼寺2280-1[176]）

売場面積5,664m2
- 北方店（杵島郡北方町大字志久字狐牟田578[318]）

売場面積4,414m2
- 立花ビル店（伊万里市立花町字金谷3448-8[305]）

売場面積8,655m2

### 熊本県
- 川尻店（熊本市八幡町楠分730[245]）

- 球磨ショッピングセンター[7]（球磨郡上村萩原127-8[139]）

売場面積8,561m2
- 松宏ビル店（宇土郡三角町大字三角浦字首入1159-127[139]）

売場面積8,478m2
- 小川店（下益城郡小川町北新田字小鶴9-1[176]）

売場面積4,033m2
- （2代目）植木店（鹿本郡植木町大字舞尾花立545-2[176]）

売場面積15,184m2

### 宮崎県
- 上田ビル店（西都市大字妻1705番地[176]）

売場面積7,975m2
- ホームセンター住吉店（宮崎市大字島之内字馬7159-1[318]）

売場面積2,459m2
- 希望ヶ丘店（宮崎市本郷南方字堤内5018-1[245]）

売場面積1,995m2
- 都北店（都城市都北町5795[320]）

売場面積7,261m2

### 鹿児島県
- 末吉店（曽於郡末吉町諏訪方馬場ヶ迫8341[139]）

売場面積6,228m2
- 市田ビルA棟・B棟（枕崎市枕崎字堂の下潟2760-7[142]）

売場面積12,054m2

## かつて存在したプライベートブランド
- ラララ・ベストセレクション

メーカーと共同開発した食料・衣料・生活関連全般のプライベートブランド。

## かつて存在した関連会社

### スーパー・百貨店
- （株）桜デパート（百貨店[162]、鹿屋市寿4-14-26[162]、1948年（昭和23年）12月設立[162]）

- 遠矢百貨店（百貨店[162]、鹿屋市寿3-8-32[162]、1952年（昭和27年）5月1日設立[327]）

1922年（大正11年）3月に遠山清が衣料品小売業として創業。
店舗は鹿屋市本町8-10にあり、店舗面積は2,000m2だった。
1979年（昭和54年）に買収。
- （株）遠矢商事（スーパーマーケット[162]、鹿屋市寿3-8-32[162]、1968年（昭和43年）3月設立[162]）

遠矢百貨店の関連会社だった。
店舗は鹿屋市本町11-6にあり、店舗面積は250m2だった。
- 日向（スーパーマーケット[162]、山梨県塩山市上曾於1112[162]、1967年（昭和42年）5月設立[162]）

- （有）筑後寿屋（スーパーマーケット[162]、久留米市上津町1664-1[162]、1976年（昭和51年）6月設立[162]）

- 博商（スーパーマーケット[85]、福岡市東区香椎新浜町681-1-12[85]、1970年（昭和45年）6月19日設立[330]）

1977年（昭和52年）8月10日に買収して完全子会社化。
1987年（昭和62年）5月に当社へ香椎店など9店の営業を譲渡。
- えじまや（スーパーマーケット[162]、大野城市下大利1628[162]、1979年（昭和54年）6月設立[162]）

江島屋と共同出資の新会社として設立され、江島屋の19店舗の営業を継承。
1998年（平成10年）11月に「ハロー」を存続会社として対等合併。
- ハロー（スーパーマーケット[129]、1958年（昭和33年）9月2日設立[331]、佐賀県佐賀市新中町6-11[331]）

佐賀県で主婦8人が「株式会社 佐賀主婦の店」として創業した文字通りの主婦の店で、1992年（平成4年）1月に商号を「株式会社 ハロー」に変更した。
1998年（平成10年）11月に「えじまや」を吸収合併した。
2002年（平成14年）5月にイオンが買収。

### 専門店
- （株）ぶーけ（衣料品専門店[162]、熊本市本荘3-3-3[162]、1990年（平成2年）4月設立[162]）

婦人服専門店で1987年（昭和62年）には59店舗で売上高92億6900万円を上げた。
- 寿匠苑（専門店[162]、熊本市楠7-8-15[162]、1994年（平成6年）2月設立[162]）

- （株）コトブキヤ・コンビニエンスシステムズ（コンビニエンスストア[162]、熊本市本荘3-3-3[162]、1994年（平成6年）10月設立[162]）

2001年（平成13年）6月にココストアに全株式を譲渡。
- 九州コンビニエンスシステムズ（株）（コンビニエンスストア[162]）

2001年（平成13年）6月にココストアに全株式を譲渡。
- 松藤産業

大型家電専門店

### 飲食店
- ジェイアンドジェイ（レストラン[162]、熊本市本荘3-3-3[162]、1991年（平成3年）11月設立[162]）

- ジェフ（飲食店[162]、熊本市本荘3-3-3[162]、1993年（平成5年）3月設立[162]）

### 食品
- （株）ことぶきベーカリー（パン・菓子類製造販売[334]、熊本県菊池郡七城町大字蘇崎1471-8[334]、1972年（昭和47年）10月設立[4]）

民事再生中に石村萬盛堂が地場食材卸会社と共同出資で設立したアイ・エムコーポレーションへ事業を譲渡した後、清算となった。
- 寿青果（青果物卸売[336]、熊本市田崎町480[336]、1982年（昭和57年）11月設立[336]）

- 寿水産（水産物卸売[336]、熊本市八島町728-32[336]、1982年（昭和57年）9月設立[336]）

- 福岡寿水産（水産物卸売[336]、福岡市中央区長浜2-5[336]、1983年（昭和58年）2月設立[336]）

- ディー・アイ・フーズ（食品製造販売[336]、熊本市春日720-35[336]、1994年（平成6年）2月設立[336]）

### その他
- 寿屋友の会（友の会[336]、熊本市本荘3-3-3[336]、1974年（昭和49年）3月設立[336]）

- 九州コンサルタンツ（不動産賃貸・リース・レンタル業[336]、熊本市本荘3-3-3[336]、1974年（昭和49年）5月設立[336]）

- アスト（デベロッパー[248]）

- プレネットシステムズ（情報処理サービス[336]、熊本市本荘3-3-3[336]、1980年（昭和55年）7月設立[336]）

- アムブ（広告・印刷[336]、熊本市本荘3-3-3[336]、1990年（平成2年）1月設立[336]）

- 寿物流システムズ（物流・食品加工[336]、熊本市本荘3-3-3[336]、1991年（平成3年）10月設立[336]）

- ガリバートラベル（資本金5000万円[337]、100％出資[337]、1990年（平成2年）9月1日営業開始[337]）

- ヨシナガ（鹿児島県国分市中央3丁目12-4[338]、1949年（昭和24年）3月3日設立[339]）

1930年（昭和5年）1月に家具類の小売りを創業し、1949年（昭和24年）3月3日に法人化。1963年（昭和38年）9月に増築して百貨店の営業を開始した。